# C. Angerer & Göschl
C. Angerer & Göschl war eine Kunst-, Druckformenherstellungs- und Reproduktionsanstalt in Wien.

## Geschichte
Gegründet wurde das Unternehmen im Jahr 1870 von dem gelernten Buchdrucker Carl Angerer (1838–1916). Er beschäftigte sich intensiv mit der chemigraphischen Zinkätzung und entwickelte die für die damalige Zeit revolutionäre Wiener Ätzmethode.
Carl (Karl) Angerer (13. Juni 1838 – 14. Februar 1916) wurde in Wien-Schottenfeld geboren. Er war der Sohn des Gastwirts Leopold Angerer (5. Januar 1805 – 12. Februar 1863) und Josepha Susanne geb. Schidek (23. Februar 1806 – 29. September 1897), die am 7. Mai 1838 in Wien-Schottenfeld geheiratet hatten. Carl Angerer war also nicht – wie versehentlich oft behauptet wird – mit den in Malatzka (im heutigen Ungarn) geborenen Brüdern Ludwig Angerer (1827–1879), August Angerer (1833–1881) und Viktor Angerer (1839–1894) verwandt, die als erfolgreiche Fotografen ebenfalls in Wien wirkten. Sie waren die Söhne des Försters Ferdinand Johann Alois Angerer und seiner Frau Amalia geb. Sethova, der in Malatzka im Dienst des Grafen Jozef Pálffy stand.
Gegründet hatte Carl Angerer sein Unternehmen im Jahr 1871, nachdem er seine Lehre als Buchdrucker absolviert hatte, dann zur Hof- und Staatsdruckerei wechselte und über 10 Jahre als Lithograf im k.u.k. Militärgeographischen Institut tätig gewesen war. Inzwischen hatte er 1868 die 19-jährige Leopoldine Göschl (1849–1924) geheiratet und war Vater seines einzigen Sohnes Alexander (1869–1950) geworden. Er beschäftigte sich weiterhin intensiv mit der chemigraphischen Zinkätzung und entwickelte die für die damalige Zeit revolutionäre Wiener Ätzmethode.
Drei Jahre nach der Firmengründung stieg Carls Schwager Alexander Göschl (1848–1900) als Partner in die Firma ein, die seitdem den Namen „C. Angerer & Göschl“ erhielt. Im Jahr 1877 wird ein Fotoatelier gemietet und die Fotografie in die Reproduktionstechniken einbezogen. Der Betrieb setzte im Lauf der Jahre nahezu alle fotografischen Drucktechniken in der Praxis um und entwickelt neue Verfahren und präsentiert sich in zahlreichen in- und ausländischen Ausstellungen. Bereits in den frühen Jahren waren Carl Angerer und Alexander Göschl insbesondere auf dem Gebiet des autotypischen Bilddruckes in Europa marktbeherrschend. Für ihre Verdienste wurden die Inhaber zu k.k. Hof-Chemigraphen ernannt.
Carl Angerer und Alexander Göschl galten als kluge Firmenpolitiker, die durch gründliche Entwicklungsarbeit auf ihrem Weg immer bessere technisierte Reproduktionsverfahren auf einem qualitativ hohen Niveau anbieten konnten.
Der erste Standort war in der Hubergasse 15. Es gibt Aufzeichnung über Standorte in der Ottakringer Straße 33 ab 1880 und Ottakringer Straße 49 seit dem Jahr 1899. 1910 beschäftigte das Unternehmen 250 Mitarbeiter.
Alexander Göschl starb 1900 im 52. Lebensjahr. Nach dem Tod von Carl Angerer 1916 übernahm dessen Sohn Alexander C. Angerer (1869–1950) das Unternehmen. Nach dem Ersten Weltkrieg wurden Filialen im Ausland eröffnet. Gemeinsam mit dem Verlag Ed. Hölzel & Co. und der Wiener Kunstdruck-Gesellschaft erwirbt das Unternehmen um 1920 das Patent für das Farbverfahren Uvachrome für die Länder Österreich, Ungarn, Jugoslawien und Rumänien. 1921 wird das Buch „Fünfzig Jahre Angerer & Göschl. 1871–1921“ veröffentlicht, eine Denkschrift zum 50-jährigen Unternehmensjubiläum. Alexander war von 1924 bis 1938 Präsident der Photographischen Gesellschaft.
Der Schauspieler Helmuth Lohner und der Musiker und Maler Karl Hodina erlernten hier das Handwerk der Chemigraphie, der Kameramann und Regisseur Xaver Schwarzenberger ließ sich hier zum Reproduktionsfotografen ausbilden.
Am 31. März 1983 musste Konkurs des Unternehmens beantragt werden. Aus der Familie Angerer konnte danach erfreulicherweise die heutige Druckerei mit neuem Schwerpunkt mit dem alten bekannten Logo im 16. Wiener Gemeindebezirk weitergeführt werden.

## Auszeichnungen
- Voigtländerpreis; eine Medaille in Vermeil für hervorragende Leistungen in der Photozikotypie, besonders mit Zuhilfenahme des von ihnen angeführten Korn- und Tonpapiers im Jahr 1883[5]
- Goldene Medaille für Kunst und Wissenschaft von Kaiser Franz Josef I. im Jahr 1884[6]
- K. u. k. Hof-Kunstanstalt wg. Mitwirkung  als Mitglied der Staatsnotenfabrikation im Jahr 1884[7]

## Sekundärliteratur
- N.N.: Bemerkungen zur Kunstbeilage ... In: Emil Hornig (Hrsg.): Photographische Correspondenz. Band 19. Verlag Photographische Correspondenz, Wien 1882, S. 95–96 (Ausführliche Beschreibung der Atelier- und Produktionsräumlichkeiten und deren Ausstattung).
- N.N.: Bemerkungen zur Kunstbeilage ... In: Emil Hornig (Hrsg.): Photographische Correspondenz. Band 19. Verlag Photographische Correspondenz, Wien 1882, S. 205–206 (Zinkografie).
- N.N.: Chemigraphie und Heliotypie im Atelier C. Angerer & Göschl. In: Emil Hornig (Hrsg.): Photographische Correspondenz. Band 20. Verlag Photographische Correspondenz, Wien 1883, S. 95–96.
- Carl Angerer: Die Fortschritte der photographischen Reproduktionstechnik. In: Ludwig Schrank (Hrsg.): Photographische Correspondenz. Band 22. Verlag Photographische Correspondenz, Wien 1885, S. 448–455.